# Iris lazica
Iris lazica là một loài thực vật có hoa trong họ Diên vĩ. Loài này được Albov miêu tả khoa học đầu tiên năm 1895.